# Tibellus
Tibellus is een geslacht van spinnen uit de  familie van de Philodromidae (renspinnen).

## Soorten
- Tibellus affinis O. P.-Cambridge, 1898
- Tibellus armatus Lessert, 1928
- Tibellus asiaticus Kulczynski, 1908
- Tibellus aspersus Danilov, 1991
- Tibellus australis (Simon, 1910)
- Tibellus bruneitarsis Lawrence, 1952
- Tibellus californicus Schick, 1965
- Tibellus chamberlini Gertsch, 1933
- Tibellus chaturshingi Tikader, 1962
- Tibellus chilensis Mello-Leitão, 1943
- Tibellus cobusi Van den Berg & Dippenaar-Schoeman, 1994
- Tibellus cucurbitus Yang, Zhu & Song, 2005
- Tibellus demangei Jézéquel, 1964
- Tibellus duttoni (Hentz, 1847)
- Tibellus elongatus Tikader, 1960
- Tibellus fengi Efimik, 1999
- Tibellus flavipes Caporiacco, 1939
- Tibellus gerhardi Van den Berg & Dippenaar-Schoeman, 1994
- Tibellus hollidayi Lawrence, 1952
- Tibellus insularis Gertsch, 1933
- Tibellus jabalpurensis Gajbe & Gajbe, 1999
- Tibellus japonicus Efimik, 1999
- Tibellus katrajghatus Tikader, 1962
- Tibellus kibonotensis Lessert, 1919
- Tibellus macellus Simon, 1875
  - Tibellus macellus georgicus Mcheidze, 1997
- Tibellus maritimus (Menge, 1875) (Stippelsprietspin)
- Tibellus minor Lessert, 1919
- Tibellus nigeriensis Millot, 1942
- Tibellus nimbaensis Van den Berg & Dippenaar-Schoeman, 1994
- Tibellus oblongus (Walckenaer, 1802) (Gewone sprietspin)
  - Tibellus oblongus maculatus Caporiacco, 1950
- Tibellus orientis Efimik, 1999
- Tibellus paraguensis Simon, 1897
- Tibellus parallelus (C. L. Koch, 1837)
- Tibellus pashanensis Tikader, 1980
- Tibellus pateli Tikader, 1980
- Tibellus poonaensis Tikader, 1962
- Tibellus propositus Roewer, 1951
- Tibellus rothi Schick, 1965
- Tibellus septempunctatus Millot, 1942
- Tibellus seriepunctatus Simon, 1907
- Tibellus shikerpurensis Biswas & Raychaudhuri, 2003
- Tibellus somaliensis Van den Berg & Dippenaar-Schoeman, 1994
- Tibellus spinosus Schiapelli & Gerschman, 1941
- Tibellus sunetae Van den Berg & Dippenaar-Schoeman, 1994
- Tibellus tenellus (L. Koch, 1876)
- Tibellus utotchkini Ponomarev, 2008
- Tibellus vitilis Simon, 1906
- Tibellus vosseleri Strand, 1906
- Tibellus vossioni Simon, 1884
- Tibellus zhui Tang & Song, 1989